# Wybory parlamentarne w Portugalii w 2022 roku
Przedterminowe wybory parlamentarne w Portugalii w 2022 roku zostały przeprowadzone 31 stycznia 2022. W ich wyniku Portugalczycy wyłonili w systemie proporcjonalnym 230 deputowanych do Zgromadzenia Republiki XV kadencji.
W wyborach odniosła zwycięstwo i uzyskała bezwzględną większość w parlamencie centrolewicowa Partia Socjalistyczna dotychczasowego premiera Antónia Costy.

## Wyniki wyborów
| Lista wyborcza                                                                                 | Głosy     | Głosy  | Mandaty | Mandaty |
| Lista wyborcza                                                                                 | Liczba    | %      | Liczba  | +/−     |
| ---------------------------------------------------------------------------------------------- | --------- | ------ | ------- | ------- |
| Partia Socjalistyczna (PS)                                                                     | 2 246 483 | 41,68  | 117     | +11     |
| Partia Socjaldemokratyczna (PSD)                                                               | 1 498 605 | 27,80  | 71      | −6      |
| Chega (CH)                                                                                     | 385 543   | 7,15   | 12      | +11     |
| Inicjatywa Liberalna (IL)                                                                      | 268 414   | 4,98   | 8       | +7      |
| Blok Lewicy (BE)                                                                               | 240 257   | 4,46   | 5       | –14     |
| Unitarna Koalicja Demokratyczna (CDU) * Portugalska Partia Komunistyczna (PCP) * Zieloni (PEV) | 236 630   | 4,39   | 6       | –6      |
| Partia Ludowa (CDS-PP) (okręg Madera)                                                          | 1,61      | 86 578 | 0       | −5      |
| Aliança Açores: Partia Ludowa (CDS-PP) i Ludowa Partia Monarchistyczna (PPM) (okręg Azory)     | 1,61      | 86 578 | 0       | –5      |
| Pessoas-Animais-Natureza (PAN)                                                                 | 82 250    | 1,53   | 1       | –3      |
| LIVRE (L)                                                                                      | 68 971    | 1,28   | 1       | –       |
| Reagir, Incluir, Reciclar (R.I.R)                                                              | 22 705    | 0,42   | 1       | –       |
| Juntos pelo Povo (JPP)                                                                         | 10 935    | 0,20   | —       | —       |
| Komunistyczna Partia Portugalskich Robotników (PCTP/MRPP)                                      | 10 755    | 0,20   | —       | —       |
| Alternatywa Narodowo-Demokratyczna (ADN)                                                       | 10 017    | 0,19   | —       | —       |
| Partia Ziemi (MPT)                                                                             | 6437      | 0,12   | —       | —       |
| AGIR: Partido Trabalhista Português (PTP) i Movimento Alternativa Socialista (MAS)             | 5990      | 0,11   | —       | —       |
| Volt Portugal (VP)                                                                             | 5528      | 0,10   | —       | —       |
| Partia Narodowego Odrodzenia (E)                                                               | 4756      | 0,09   | —       | —       |
| Partido Trabalhista Português (PTP)                                                            | 3239      | 0,06   | —       | —       |
| Nós, Cidadãos! (NC)                                                                            | 2997      | 0,06   | —       | —       |
| Aliança (A)                                                                                    | 1902      | 0,04   | —       | —       |
| Ludowa Partia Monarchistyczna (PPM)                                                            | 260       | 0,00   | —       | —       |
| Głosy puste                                                                                    | 61 762    | 1,15   | —       | —       |
| Głosy nieważne                                                                                 | 49 537    | 0,92   | —       | —       |
| Razem                                                                                          | 5 389 705 | 100,0  | 230     | —       |
| Głosy ważne                                                                                    | 5 278 406 | 97,93  | —       | —       |
| Głosujący/frekwencja                                                                           | 5 389 705 | 57,96  | —       | —       |
| Uprawnieni do głosowania                                                                       | 9 298 390 | —      | —       | —       |